# سان پروکوپیو
سان پروکوپیو (به ایتالیایی: San Procopio) یک کومونه در ایتالیا است که در استان رجو کالابریا واقع شده‌است. سان پروکوپیو ۱۰٫۷ کیلومتر مربع مساحت و ۵۹۲ نفر جمعیت دارد.